# Elimaea filicauda
Elimaea filicauda är en insektsart som beskrevs av Morgan Hebard 1922. Elimaea filicauda ingår i släktet Elimaea och familjen vårtbitare. Inga underarter finns listade i Catalogue of Life.